# Ranald MacDonald

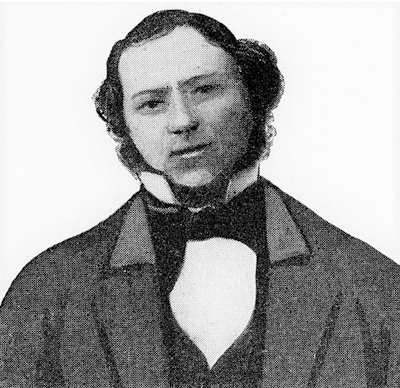
Ranald MacDonald

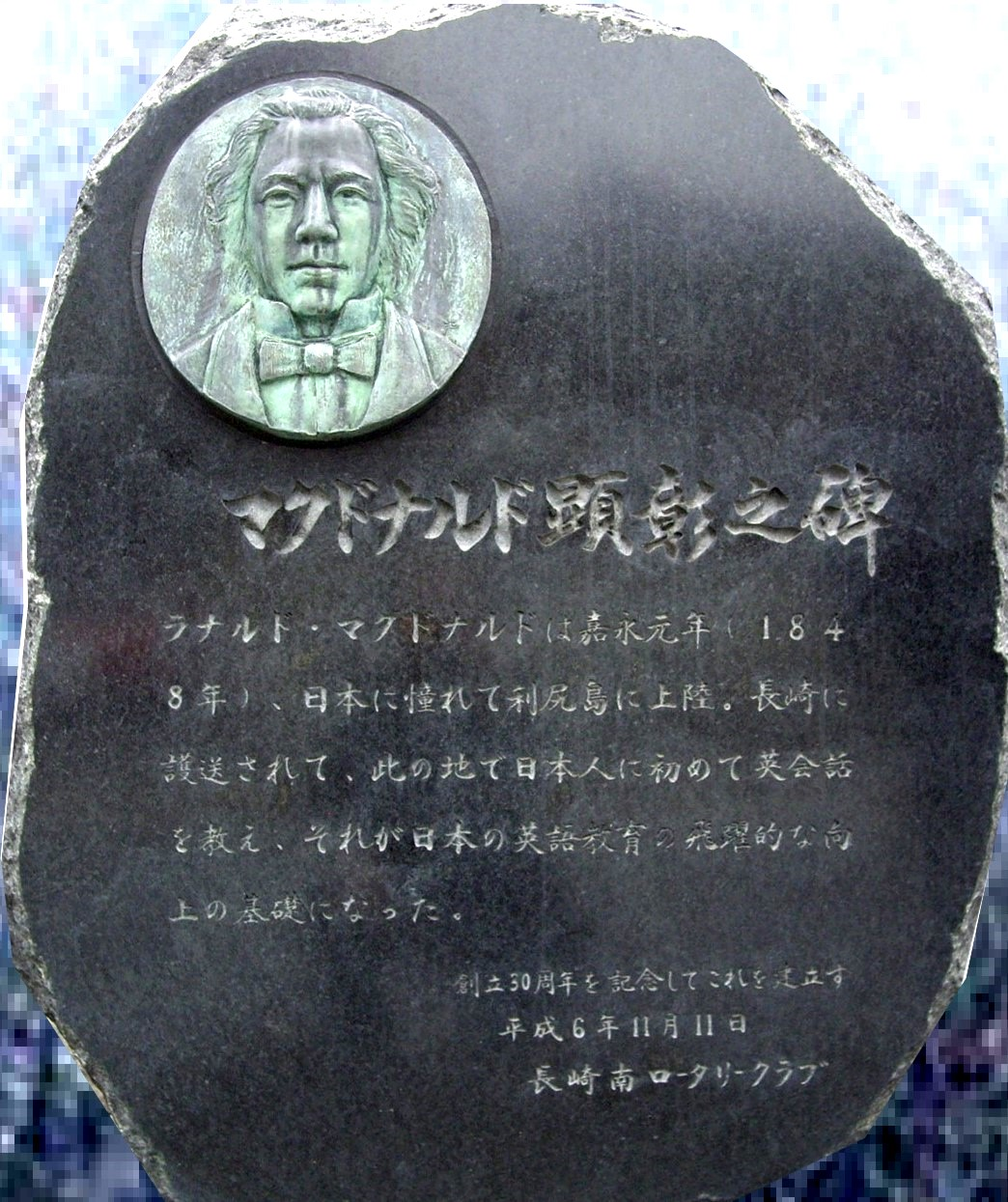
Gedenkstein in Nagasaki

Ranald MacDonald (geboren 3. Februar 1824 in Astoria, Oregon; gestorben 24. August 1894 in Fort Colville, Washington) war ein US-amerikanischer Abenteurer und früher Englischlehrer in Japan.

## Leben und Wirken
Ranald MacDonald wurde in Fort George im heutigen Astoria geboren. Sein Vater, Archibald McDonald, war Offizier der „Hudson’s Bay Company“. Seine Mutter, Koale’xoa – auch bekannt als „Prinzessin Raven“ – war die jüngste Tochter von Concomly, einem mächtigen Anführer der Chinook am unteren Columbia River. Koale’xoa starb kurz nach Ranalds Geburt. Innerhalb von zwei Jahren heiratete sein Vater Jane Klyne, eine Deutschschweizerin. MacDonald wurde zu Hause und dann an Schulen in Fort Vancouver und Winnipeg, Manitoba, unterrichtet und machte im Alter von etwa achtzehn Jahren eine Lehre bei einer Bank in Oberkanada.
MacDonald fand jedoch, dass er wenig Interesse am Bankwesen hatte, und beschloss, Japanisch zu lernen. Er gab 1845 seinen Job bei der Bank auf und verbrachte mehrere Jahre als Navigator und Harpunier auf dem Walfangschiff „Plymouth“ aus Neuengland. Nach vorheriger Absprache mit dem Kapitän des Walfängers verließ er 27. Juni 1848  das Schiff in einem kleinen Boot an der Westküste Hokkaidōs, als es sich in der Nähe der Insel der Nähe der Inseln Yagishiri (焼尻島) und Rishiri (利尻島) befand, und ruderte in Richtung Land. Dort wurde er von den Japanern gefangen genommen und im Rahmen der Abschließungspolitik Japans nach Nagasaki überführt. Von Mitte Oktober 1848 bis April im folgenden Jahr war er in einem kleinen Tempel eingesperrt.
Während seines Aufenthalts brachte Macdonald 14 niederländischen Dolmetschern Englisch bei und wurde so zum Ersten, der Englischunterricht in Japan erteilte. Zu seinen Schülern gehörten Moriyama Takichirō (1820–1871) und Hori Tatsunosuke (堀 達之助; 1823–1894), die bei Perrys Ankunft 1853 als Dolmetscher fungierten. MacDonald selbst studierte Japanisch und verfasste eine Sammlung englisch-japanischer Vokabeln.
Im April 1849, zehn Monate nachdem MacDonald in Japan gelandet war, traf die USS „Preble“ ein, um dreizehn US-Seeleute zu befreien, die Schiffbruch erlitten und im Land inhaftiert waren. MacDonald schloss sich der befreiten Gruppe an und verließ mit ihnen Japan.
Nach einem Nomadenleben in China, Indien, Australien, Kanada und den Vereinigten Staaten ließ er sich schließlich er sich in Fort Colville im Bundesstaat Washington nieder, wo er an seiner Autobiografie „Japan: Story of Adventure“ arbeitete. Er starb aber, bevor er das Buch vollendet hatte. Sein Grab befindet sich in Toroda, im selben Bundesstaat.
MacDonald verließ Nagasaki im April 1849 auf dem amerikanischen Schiff „Preble“. Nach einem Nomadenleben in China, Indien, Australien, Kanada und den Vereinigten Staaten ließ er sich schließlich er sich in Fort Colville im Bundesstaat Washington nieder, wo er an seiner Autobiografie „Japan: Story of Adventure“ arbeitete. Er starb aber, bevor er das Buch vollendet hatte. Sein Grab befindet sich in Toroda, im selben Bundesstaat.
So wurde die Autobiografie erst später von William S. Lewis und Murakami Naojirō (1868–1966) fertiggestellt und gemeinsam  unter dem Titel „Ranald MacDonald“ herausgegeben.
Seit 2016 vergibt die Stiftung „Friends of MacDonald – The Dutch Connection“ in den Niederlanden den „Ranald MacDonald Award“ an Schriftsteller/Künstler, die mit ihrer Arbeit ein neues Licht auf die Beziehungen zwischen Asien, Europa und Nordamerika werfen.